# Guli Francis-Dehqani
Gulnar Eleanor " Guli " Francis-Dehqani (né le 18 juin 1966) est une évêque anglicane britannique d'origine iranienne qui est évêque de Chelmsford depuis 2021. Elle est précédemment le premier évêque de Loughborough, de 2017 à 2021.

## Jeunesse et éducation
Guli Dehqani-Tafti est née à Ispahan, en Iran, en 1966,. Son père Hassan Dehqani-Tafti (1920–2008) est l'évêque anglican d'Iran de 1961 jusqu'à sa retraite en 1990, servant également comme évêque président de l'Église épiscopale de Jérusalem et du Moyen-Orient, de 1976 à 1986. Sa mère Margaret est une fille de William Thompson (évêque en Iran, 1935-1960). En octobre 1979, après la révolution iranienne, ses parents sont attaqués lors d'une tentative d'assassinat qui blesse sa mère , et son frère de 24 ans, Bahram, est assassiné par des agents du gouvernement iranien en mai 1980 . Quand elle a 14 ans, sa famille est forcée de quitter le pays à la suite de la révolution iranienne  la famille s'installe dans le Hampshire, où Hassan reste évêque en exil .
Elle fait ses études à la Clarendon School for Girls, un pensionnat indépendant du Worcestershire, en Angleterre . Elle étudie la musique à l'Université de Nottingham et obtient un baccalauréat ès arts (BA) en 1989  . Elle étudie la théologie à l'Université de Bristol, obtenant une maîtrise ès arts (MA) en 1994 et un doctorat en philosophie (PhD) en 1999 ,. Sa thèse de doctorat s'intitule "Le féminisme religieux à l'ère de l'empire: les femmes missionnaires CMS en Iran, 1869  –  1934". De 1995 à 1998, elle se forme pour l'ordination à l'Institut d'éducation théologique du Sud-Est .

## Ministère ordonné
Francis-Dehqani est ordonnée diacre dans l'Église d'Angleterre à la Saint-Michel (27 septembre) 1998 par Tom Butler, évêque de Southwark, à la cathédrale de Southwark. Elle est ordonnée prêtre la Saint-Michel suivante (2 octobre 1999) par Wilfred Wood, évêque de Croydon, à All Saints', Kingston-upon-Thames. De 1998 à 2002, elle est vicaire à St Mary the Virgin, Mortlake avec East Sheen dans le diocèse de Southwark . Puis, de 2002 à 2004, elle est aumônière à la Royal Academy of Music et à la St Marylebone C of E School . En 2004, elle quitte le ministère à plein temps pour élever ses enfants . De 2004 à 2011, elle obtient la permission d'officier dans le diocèse de Peterborough . Elle travaille également à l'aumônerie multiconfessionnelle de l'Université de Northampton entre 2009 et 2010 "aidant l'équipe d'aumônerie à développer une approche multiconfessionnelle plus efficace" .
En 2011, Francis-Dehqani retourne au ministère à temps plein, après avoir été nommée agent de formation des vicaires pour le diocèse de Peterborough . Elle est également nommée conseillère du diocèse pour le ministère de la femme en 2012 . En 2013-2017, elle est membre du synode général , (elle est ensuite élue membre suffragante, 2019-2021, et ex officio en tant que diocésain, depuis 2021). Elle est nommée chanoine honoraire de la cathédrale de Peterborough en novembre 2016 .
Le 11 juillet 2017, elle est nommée évêque de Loughborough, évêque suffragant du diocèse de Leicester . En plus de ses fonctions de suffragante, elle met également "l'accent sur le soutien du clergé noir, asiatique et des minorités ethniques (BAME), des travailleurs laïcs et des congrégations" au sein du diocèse ,. Elle est consacrée évêque lors d'un service à la cathédrale de Canterbury le 30 novembre 2017 ,. Cela fait d'elle la première femme BAME à être nommée évêque de l'Église d'Angleterre .
Le 17 décembre 2020 elle est nommée évêque diocésaine du diocèse de Chelmsford (East London et Essex) . Son élection canonique par le Chapitre de chanoines de la Cathédrale de Chelmsford a lieu par téléconférence le 26 janvier 2021  la confirmation de son élection, par laquelle elle prend légalement son nouveau siège, a lieu le 11 mars 2021 .
Elle rejoint la Chambre des lords en tant que Lords Spiritual, en vertu de la Lords Spiritual (Women) Act 2015 le 1er novembre 2021 .

## Vie privée
Elle est mariée à Lee Francis-Dehqani, un autre prêtre anglican et chanoine: au moment de sa nomination comme évêque, il est recteur de l'équipe d'Oakham et doyen rural de Rutland et en 2018 est nommé recteur de l'équipe Fosse Team à Leicester. Ensemble, ils ont trois enfants .